# الساورة

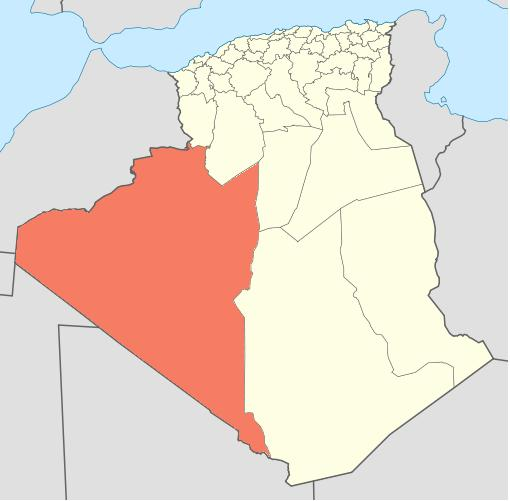
خريطة الجزائر تبين تواجد منطقة الساورة.

الساورة هي المنطقة الجنوبية الغربية من الجزائر (ولاية بشار، ولاية تندوف وولاية أدرار)، بمساحة تقدر بحوالي 762655 كم وعدد سكان يتجاوز 605192 نسمة. لا تتعدى كثافتها السكانية 1 ن/كم.
في التقسيم الاٍداري الحالي تظم هذه المنطقة 20 دائرة و51 بلدية وأهم مدنها بشار تندوف أدرار تيميمون بني عباس تاغيث.
وتأخد المنطقة اٍسمها من اٍسم الواد الذي يخترقها من الشمال اٍلى الجنوب وهو وادي الساورة

## الجغرافيا
الموقع تقع منطقة الساورة في الجنوب الغربي الجزائري يحدها من الشمال ولايتي البيض والنعامة، من الشرق ولاية تمنراست ومن الجنوب جمهورية مالي، ومن الغرب المملكة المغربية.
التضاريس سلسلة من جبال الأطلس الصحراوي الممتدة من المغرب الأقصى أهمها جبل قروز وجبل عنتر والكثير من الأودية أهمها واد الساورة الذي يغذيه واديين أخرى ن بالمنطقة هما وادي قير ووادي زوزفانة ومساحات رملية شاسعة من الرمل منها العرق الغربي الكبير وعرق شاش.
المناخ يغلب على المنطقة نوعين من المناخ
- مناخ شبه صحراوي : يمتد على سفوح الأطلس الصحراوي ويتميز بتساقطات للثلوج شتاء
- مناخ صحراوي : حار جاف صيفا وبارد شتاء ونادر الأمطار، ويسود باقي مناطق الاٍقليم.

## حضارة منطقة الساورة
تتميز حضارة منطقة الساورة بتنوعها وتعددها اٍذ يمكن تقسيمها اٍلى:
حضارة قورارة وهي في المنطقة الشمالية الشرقية لمنطقة الساورة وأهم حواضرها تيميمون.
حضارة توات وهي في المنطقة الجنوبية للساورة وأهم حواضرها أدرار وتمنطيط وبودة
حضارة الساورة وهي في قلب منطقة الساورة وأهم حواضرها بني عباس وكرزاز
حضارة تيدكلت وهي في أقصى جنوب منطقة الساورة وأهم حواضرها أولف
حضارة شمال الساورة وهي في المنطقة الشمالية الغربية للمنطقة وأهم حواضرها القنادسة وتاغيث

## ألبوم صور

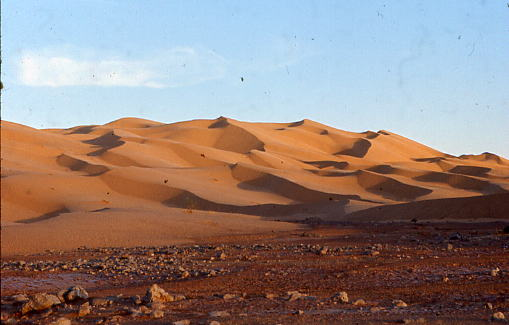
تاغيت
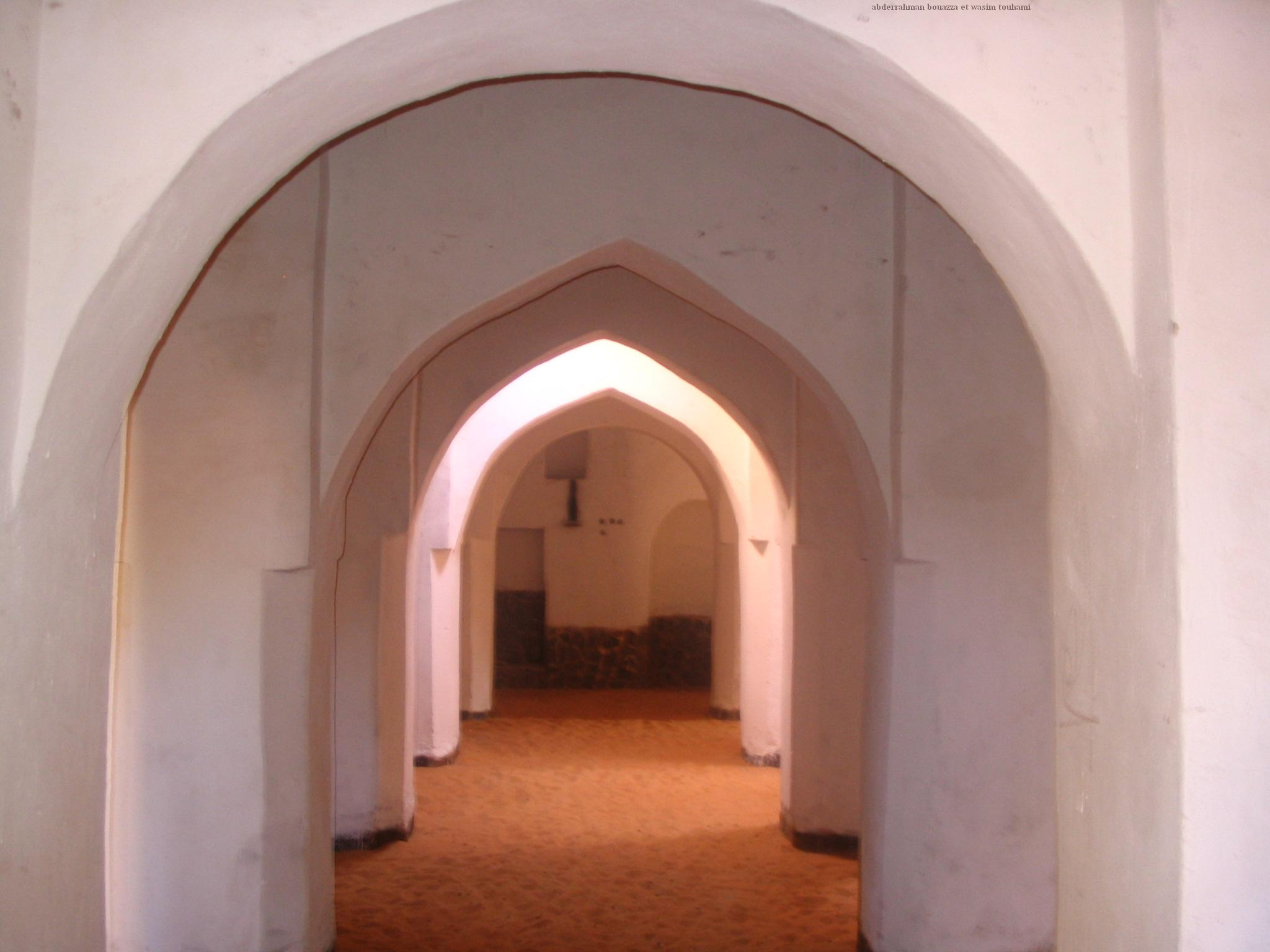
مسجد قصر بني عباس
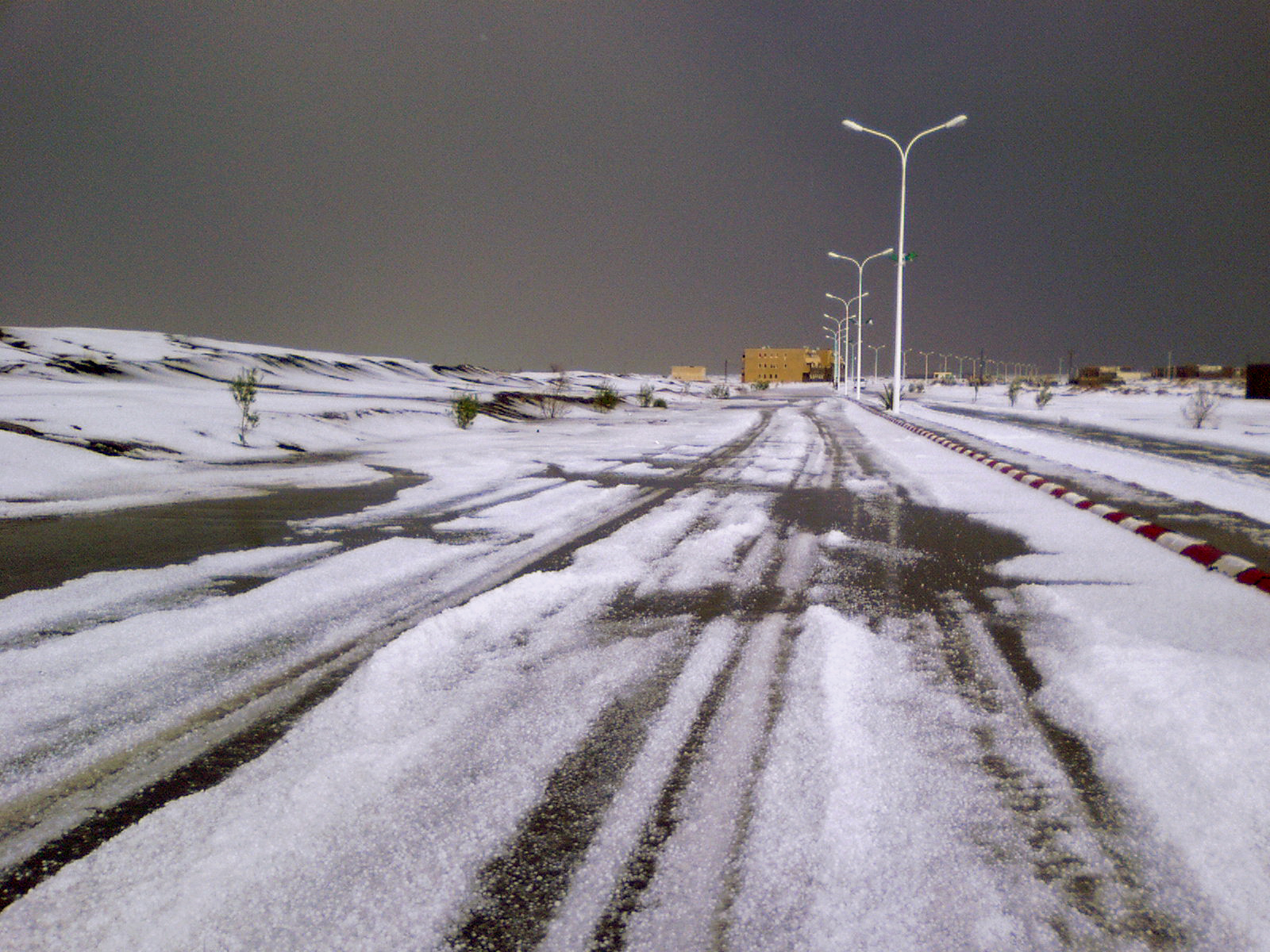
تساقط الثلوج بالقنادسة

## وصلات خارجية
- بشار أورغ
- الشبيبة الرياضية للساورة
- موقع بشار